# タージョッサルタネ

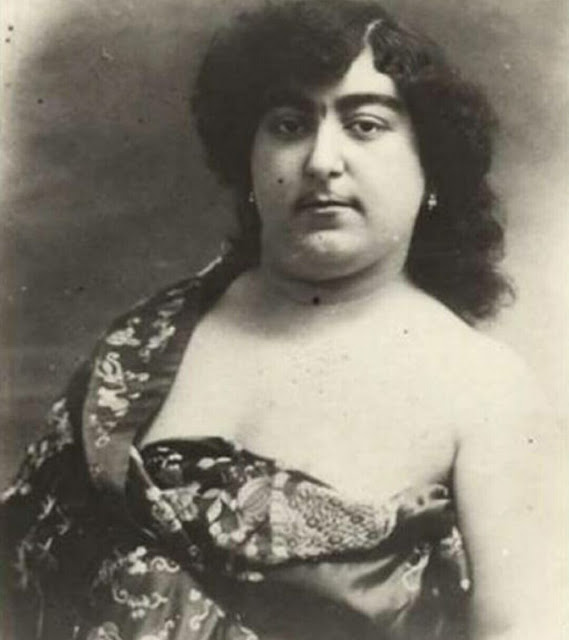
タージョッサルタネ

タージョッサルタネ（Tāj-al-Salṭana; 1884年生 - 1936年頃歿 ）は、イラン・ガージャール朝の王女のひとりで、幼少期の生い立ちから不幸な結婚に至るまでの自らの半生をつづった『回想録』で知られる。タージョッサルタネは、『回想録』の中で女性の権利を擁護しており、近代イランの女性運動の起源と評されることもある。立憲革命期（1905年-1911年）の女性団体でも活躍した。

## 『回想録』
ペルシア語で「記憶」を意味する ḵāterāt （ハーテラート）と題された、タージョッサルタネの『回想録』は、イラン立憲革命後の1914年から、第一次世界大戦が勃発した1918年までの間に書き進められた。1969年にはじめて、部分的に公開され（Kāẓemiya 1969）、センセーショナルなその内容の虚実をめぐって論争が巻き起こった。1982年に校訂本が出版され（eds. Etteḥādiya, Saʿdvandiān 1982）、1993年にその英語訳も出版された（tr. Amanat 1993）:371-372。この英語訳から日本語へも翻訳されている（タージ・アッサルタネ『ペルシア王宮物語　ハレムに育った少女』アッバース・アマーナト編、田隅恒夫訳 平凡社、1998年）:371-372。
Kāẓemiya 1969 の出版直後、例えば、文筆家のエブラーヒーム・サファーイーは『回想録』の内容が捏造であるとしか考えられないと評し（Ebrāhim Ṣafāʾi, “Ḵāterāt-e Tāj-al-Salṭana,” Rāhnamā-ye ketāb 12/11-12, 1348 Š/1970, pp. 682-84.）、校訂本出版後でも、その英語訳版の翻訳者アッバース・アマーナトは、『回想録』内部で相互に矛盾した内容が記載されている点を指摘している。とはいえ、矛盾した内容は時が経ってから思い出しながら書いたからであろうし、その矛盾の程度も、内容の虚実に関して特に議論が提起されていない、タージョッサルタネ以外の人が書いたガージャール朝期の回想録における矛盾の程度とさほど変わるものではないとされる。また、そもそも後宮内部の詳細を内側からつづった回想録がこれを除いて他にないため、比較検討して記述の正確さを確かめることが難しい。前出のアマーナトは、『回想録』がたぐいまれな自己開示であり、著者が自分をさらけ出すのに相当な努力をしているとし、文体には著者が傾倒したヨーロッパのロマン主義による影響が認められる点を指摘している。

## 幼少期と教育
ザハラーハーノム・タージョッサルタネはガージャール朝第4代シャー(国王)のナーセロッディーン・シャーの娘で、母親はシャーと同じ支配家系を出自とする低位の妃マルヤム・トゥーラーノッサルタネである:371-372。トゥーラーノッサルタネはファトフ・アリー・シャーの息子アッバース・ミールザーの孫ソレイマーン・ハーン・ガージャール・モウタゼドッドウレの娘であり、ナーセロッディーン・シャーとの結婚は一時婚（ムトア婚）の形式であった:371-372。全血兄弟にオーストリアで学び軍人になったアフマド・ミールザー・アズドッサルタネがいる。
タージョッサルタネは『回想録』で自分の幼少期のことを辛辣に描写している。伝統的なイランの上・中流階級の家庭内の作法を「アンダルーニー」というが、彼女の幼少期はまさにこのアンダルーニーに縛られたものであった。母親は娘の世話のすべてを乳母（ダーヤ）、家政係（ダダ）、教育係（ララ）に任せ、1日に2回会うのみであった。父親とは、彼が首都にいるときは必ず、1日に1回程度、誰かに連れられて会いに行った。『回想録』が執筆された1910年代のイランでは社会改革派が子育てや教育を他人に任せるイラン貴族層の旧来の習慣を批判し、母親が自ら関わって子どもを育てることの重要性を盛んに説いていた。タージョッサルタネがこのような言論界の動きを知っていたのは明らかである。
タージョッサルタネは7歳のときに貴族専用の学校に入学したが、婚約したため9歳のときに退学した。その後の教育は家庭教師から受けた。『回想録』の文体と内容に鑑みると、タージョッサルタネはイランと西洋、双方の文学と歴史について十分な教養を身に着けていたことがわかる。彼女はまた、西洋楽器のピアノとイランの伝統楽器のタールの奏法を習い、絵画や手芸も習った。8歳の頃には婚約者探しが始まっていた。

## 結婚
タージョッサルタネは、1893年、9歳のとき、3,4歳ほど年上の男子と婚約した。相手はハサン・ハーン・サルダール・ショジャーオッサルタネ（Ḥasan Khan Sardār Šojāʿ-al-Salṭana）という名で、防衛大臣の息子である。1893年12月には婚姻契約（アクド ʿaqd）にサインした。ナーセロッディーン・シャー暗殺から1年経過後の1897年、13歳のときに結婚式を挙げた。なお、1893年12月中旬から1894年6月までの間、イラクのシーア派巡礼地から帰還した女性（匿名）がテヘランに滞在し、そこで目撃した宮廷における婚姻に関する数々の儀礼、アンダルーニーを自身の旅行記に書き残しているが、その記載がタージョッサルタネの『回想録』の内容と一致する。『回想録』の記載は、少なくともこの部分の内容については裏付けが取れており情報の確度は高い。
『回想録』でタージョッサルタネは、イランの貴族社会において、すべての結婚は女性の取引であり、女性は有力者の示す忠誠に対する見返りであると苦々しく語る。タージョッサルタネの場合は、伝統ある武門の出自である防衛大臣及びその一族郎党への下賜であった。ただしこれは『回想録』執筆の1910年代からの評価である。結婚当時は、隠居生活から離脱できる手段として結婚を肯定的にとらえ、結婚を機会に既婚女性として自立して行動できると期待していたようである。ナーセロッディーン・シャー暗殺後、後宮の女性たちはカームラーン・ミールザー・ナーイェボッサルタネ王子の生母ソルーロッドウレの屋敷に集められて隠居生活を余儀なくされており、タージョサルタネは囚人のような思いをしていた。
『回想録』でタージョッサルタネは見合い結婚を強く非難しており、特に婚姻当事者が幸せな人生を送れる考慮がなされないケースを批判した。結婚は一夫と一婦が生涯にわたり伴侶となるべきことを契約するものとして、愛情と相互理解に基づいてなされるべきであると論じている。これは1910年代のイランで社会改革派が盛んに唱導した言説ではある。タージョッサルタネ自身の記憶によれば、夫と自分は婚約してまもなくの頃はまだ幼く、ふたりで子供の遊びをしたこともあったという。しかし結婚式の直後から夫は妻を大切に扱おうとせず、彼女は夫に強い憤懣を覚えるようになった。ガージャール朝のエリート層男性においては標準的なことであるが、ハサン・ハーンは男女両性に愛人が多くいた。タージョッサルタネは、こうした家庭（上述した結婚観に基づく、彼女が憧れた西洋的近代的「家庭」）を顧みない不誠実な夫への復讐として、彼女自身も奔放な男女関係を築くようになった、とする。啓蒙期の詩人で音楽家のアーレフ・ガズヴィーニーは、『回想録』で彼女がその名前を明らかにした愛人のひとりである。
Najmabadi 2009 によれば、タージョッサルタネには、彼女の同世代女性やその後の女性たちと同様に、夫の性関係を受け容れ、子どもたちの面倒をよく見て、姉妹や友人たちと親密な関係を築くことが期待されていた。タージョッサルタネはハサン・ハーンとの間に2人の娘と2人の息子を生み、息子1人は幼児のうちに亡くしたが、残る3人の子どもを育てた。しかし『回想録』が告白するところによると、彼女はもう1人子どもを身ごもったが手術により妊娠を中絶した。身体に負担をかけてでもその選択をしたのは、夫が何らかの性病に罹患していることに気づいたからである。タージョッサルタネは医者に「ヒステリー」と診断され、皮肉にもそれゆえに自由を得た。『回想録』には「医師たちには屋外の空気を吸うことを勧められ」、「ヒステリー病のおかげで私は家の束縛からいくぶんか解放されることになった」と記されている。その後の立憲革命期に、タージョッサルタネは異母姉妹らと共に女性の権利拡張を求めて活躍していくことになった。彼女は周囲から、観光旅行に出かけることを勧められるが、「狂おしいまでに行きたかった」ヨーロッパへの洋行は叶わなかった。

## 離婚後
タージョッサルタネは、1907年12月にハサン・ハーンと離婚し、1908年3月に別の男性と再婚した。再婚相手は、モザッファロッディーン・シャーの治下で近衛兵団の長官や宮廷大臣を務めたアミール・バハードルジャングの甥クーッラル・アーガースィー（Qūllar Āqāsī）である。この結婚にバハードルジャングが激怒した。男性と社交的な関係を持ち、情熱的なタージョッサルタネは、当時の価値観では、たとえその関係が性的な関係を含まないものであっても「ふしだらな女性」であるという風評が立っていた。さらにタージョッサルタネは、立憲革命期にいくつか設立された女性団体のひとつである女性協会（Anjoman-e Horriyyat-e Nesvān）に、他の王族女性とともに参加していた。バハードルジャングは甥の結婚が女性協会により計画されたものという噂を聞きつけ、甥に強い圧力をかけた。そのため2回目の結婚は1908年7月に離婚に至った。
その後タージョッサルタネは1909年にロクノッサルタネという男性と3回目の結婚をした。経緯の詳細は不明であるが、この結婚も離婚に至った。1920年代前半には経済的苦境を訴える手紙を当時の何人かの首相に送っている。その後、外務省に雇用されていた娘の結婚相手のところに身を寄せ、バグダードで暮らしたこともある。晩年の詳細は不明であるが1936年頃にテヘランで亡くなったようである。

## 註釈
1. ↑  andaruni, なお主に男衆が担う家庭の外との関わりの作法は「ビールーニー」といい、「アンダルーニー」と対概念になっている[5]。
2. ↑  個人名はモハンマドバーゲル・ハーン・サルダール・アクラム[3]。
3. ↑  『回想録』では淋病としているが、梅毒のようである[1]。
4. ↑  異母姉妹の中にはヨーロッパへ行けた者が何人かいる[1]。
5. ↑  イスラーム法では「イッダ」と呼ばれる女性の再婚禁止/待婚期間があり、ふつうは3箇月である[6]。